# Hovk
Hovk (in armeno Հովք?, chiamato anche Hovk'/Hovq; precedentemente Aghkikhlu e Samed Vurghun) è un comune dell'Armenia di 499 abitanti (2001) della provincia di Tavush. Il paese fu rinominato per un certo periodo in onore del poeta e drammaturgo azero Samed Vurghun (1906-1956), vincitore del Premio Lenin.